# Irish League Cup 2019-2020
La Irish Football League Cup 2019-2020, denominata BetMcLean League Cup per ragioni di sponsorizzazione, è stata la 34ª edizione della competizione che è iniziata il 10 agosto 2019 ed è terminata il 15 febbraio 2020. Il Coleraine ha conquistato il trofeo per la seconda volta nella sua storia.

## Primo turno
| 10 agosto 2019      |       |                         |
| PSNI                | 3 – 1 | Queen's University      |
| Armagh City         | 0 – 6 | Harland & Wolff Welders |
| Ballyclare Comrades | 7 – 1 | Knockbreda              |
| Loughgall           | 2 – 1 | Banbridge Town          |

## Secondo turno
| 27 agosto 2019     |             |                         |
| Ballymena Utd      | 3 – 0       | Newington Youth         |
| Bangor             | 5 – 3 (dts) | Carrick Rangers         |
| Coleraine          | 4 – 0       | Annagh Utd              |
| Crusaders          | 3 – 0       | Lurgan Celtic           |
| Dundela            | 6 – 0       | Tobermore United        |
| Dungannon Swifts   | 2 – 0       | Dergview                |
| Glenavon           | 4 – 1       | Portstewart             |
| Glentoran          | 5 – 1       | Ballyclare Comrades     |
| Larne              | 3 – 0       | Lisburn Distillery      |
| Limavady Utd       | 4 – 2       | Ards                    |
| Loughgall          | 0 – 1       | Newry City              |
| Moyola Park        | 1 – 3       | Cliftonville            |
| Portadown          | 1 – 2       | Dollingstown            |
| Warrenpoint Town   | 2 – 4       | Harland & Wolff Welders |
| 28 agosto 2019     |             |                         |
| Institute          | 3 – 2       | PSNI                    |
| 17 settembre 2019  |             |                         |
| Ballinamallard Utd | 4 – 5 (dts) | Linfield                |

## Ottavi di finale
| 8 ottobre 2019   |       |                         |
| Ballymena Utd    | 6 – 0 | Dollingstown            |
| Cliftonville     | 3 – 2 | Bangor                  |
| Coleraine        | 2 – 1 | Glentoran               |
| Dungannon Swifts | 0 – 4 | Linfield                |
| Institute        | 3 – 0 | Harland & Wolff Welders |
| Larne            | 1 – 3 | Dundela                 |
| Limavady Utd     | 1 – 4 | Crusaders               |
| 23 ottobre 2019  |       |                         |
| Glenavon         | 2 – 3 | Newry City              |

## Quarti di finale
| 29 ottobre 2019 |             |              |
| Ballymena Utd   | 1 – 2 (dts) | Crusaders    |
| Dundela         | 1 – 5       | Coleraine    |
| Linfield        | 1 – 0       | Cliftonville |
| Newry City      | 0 – 1       | Institute    |

## Semifinali
| 3 dicembre 2019 |       |           |
| Crusaders       | 2 – 0 | Institute |
| Linfield        | 0 – 3 | Coleraine |

## Finale
| Arbitro: | Ian McNabb |

|               |           |                                 |
| McGonigle 10’ | Marcatori | 37’ (rig.) Lowry 52’ McLaughlin |